# Іще один день життя (фільм)
«Іще́ оди́н де́нь життя́» (пол. Jeszcze dzień życia; англ. Another Day of Life) — анімаційний драматичний фільм 2018 року для дорослих, режисерів Рауля де ла Фуенте та Даміана Ненова, заснований на автобіографічному оповіданні Ришарда Капусцінського «Іще один день життя». Це копродукція Польщі, Іспанії, Бельгії, Німеччини та Угорщини.

## Сюжет
Фільм розповідає історію подорожі Капусцінського до охопленої хаосом Анголи у 1975 році, незадовго до проголошення незалежності. Після Революції гвоздик португальці залишають Луанду, і місто занурюється у невизначеність та громадянську війну. Капусцінський, як кореспондент, вирушає на фронт, стикаючись зі страхом, самотністю та постійною загрозою. Зустрічі з людьми затягують його все глибше і глибше в конфлікт і формують його ідентичність як репортера. Фільм поєднує анімацію з документальними кадрами, підкреслюючи реалістичність історії.

## Акторський склад
- Мирослав Ганішевський — Ришард Капусцінський
- Вергілій Дж. Сміт — Кейрош / Луї Альберто / Нельсон
- Томаш Зєтек — Фарруско
- Селія Мануель — Карлота / Дона Картагіна / Жінка в дорозі
- Ольга Боладз — Карлота / Дона Картагіна
- Рафал Фудалей — Фрідкін / Студент
- Павел Пачесний — Португальський солдат / Карлос
- Якуб Каменський — Луїс Альберто / Нельсон / Тато
- Керрі Шейл — Ришард Капусцінський (озвучення)
- Деніел Флінн — Кейрос (озвучення)
- Юсеф Керкур — Фарруско (озвучення)
- Ліллі Флінн — Карлота (озвучення)
- Акіе Котабе — Фрідкін / Студент (озвучення)
- Бен Елліот — португальський солдат (озвучення)
- Емма Тейт — Дона Картагіна (озвучення)
- Джуд Овусу — Карлос (озвучення)
- Мартін Шерман — Луїс Альберто / Нельсон (озвучення)
- Вільям Вандерпує — Тато (озвучення)
- Вілсон Бенедіто — Солдат (озвучення)

## Нагороди
Анімаційний фільм «Іще один день життя» та причетні до його створення номіновані на кінофестивалях та преміях загалом 19 разів, з яких здобули перемогу у 8 з них.

### Номінації
- 71-й Каннський кінофестиваль — «Золоте око» («Іще один день життя»)[5]
- Фестиваль «Біографільм» — Нагорода «Юніпол» за найкращий фільм («Іще один день життя»)
- 43-й Польський кінофестиваль у Ґдині — «Золотий кіготь» («Іще один день життя»)
- 2-й кінофестиваль в Ель-Ґуні — «Золота зірка» («Іще один день життя»)
- 66-й Міжнародний кінофестиваль у Сан-Себастьяні — «Перлина» («Іще один день життя»)
- 16-й «Тофіфест» — «Золотий янгол» («Іще один день життя»)
- 2-га премія «Еміль» — «Найкраща режисура повнометражного фільму» (Даміан Ненов, Рауль де ла Фуенте); «Найкращий сценарій повнометражного фільму» (Рауль де ла Флуенте, Амая Ремірез, Ніалл Джонсон, Девід Вебер, Даміан Ненов); «Найкращий дизайн фону та персонажів повнометражного фільму» (Рафал Войтунік); «Найкращий саундтрек повнометражного фільму» (Мікел Салас); «Найкращий дизайн звуку повнометражного фільму» (Оріол Тарраґо)

### Перемоги
- Фестиваль «Біографільм» — «Окрема згадка журі» («Іще один день життя»); «Приз глядацьких симпатій — Міжнародний конкурс» («Іще один день життя»)[6]
- 2-й кінофестиваль в Ель-Ґуні — «Приз глядацьких симпатій» («Іще один день життя»)
- 66-й Міжнародний кінофестиваль у Сан-Себастьяні — «Приз глядацьких симпатій міста Доностя» («Іще один день життя»)
- 4-й Ольштинський кінофестиваль WAMA — «Приз глядацьких симпатій» («Іще один день життя»)
- 31-й Європейський кіноприз — «Найкращий європейський анімаційний повнометражний фільм» («Іще один день життя»)
- 33-тя премія «Ґоя» — «Найкращий анімаційний фільм» («Іще один день життя»)
- Премія фестивалю «Токіо Аніме» 2019 — «Гран-прі конкурсу повнометражної анімації» («Іще один день життя»)